# Gymnocrex rosenbergii
Gymnocrex rosenbergii là một loài chim trong họ Rallidae.